# Kathleen Baker
Kathleen Baker (Winston-Salem, 28 febbraio 1997) è una nuotatrice statunitense, vincitrice della medaglia d'argento nei 100 metri dorso alle Olimpiadi di Rio de Janeiro 2016.

## Biografia
Kathleen Baker è nata a Winston-Salem, nella Carolina del Nord, il 28 febbraio 1997. All'età di 14 anni le è stata diagnosticata la malattia di Crohn, patologia intestinale su base autoimmune.
Frequenta l'Università della California - Berkeley ed è membro della sua squadra di nuoto.

## Carriera
Si è qualificata per le Olimpiadi di Rio de Janeiro 2016 nei 100 metri dorso. L'8 agosto ha preso parte alle finali della competizione, dove ha conquistato una medaglia d'argento alle spalle dell'ungherese Katinka Hosszú.

## Palmarès
- Giochi olimpici

Rio de Janeiro 2016: oro nella 4x100m misti e argento nei 100m dorso.
- Mondiali

Budapest 2017: oro nella 4x100m misti, argento nei 100m dorso e bronzo nei 200m dorso.
- Mondiali in vasca corta

Doha 2014: argento nella 4x50m sl.
Hangzhou 2018: oro nella 4x50m misti e nella 4x100m misti, argento nei 200m dorso e bronzo nei 200m misti.
- Campionati panpacifici

Tokyo 2018: oro nei 200m dorso, argento nella 4x100m misti, bronzo nei 100m dorso e nella 4x100m misti mista.
- Mondiali giovanili

Dubai 2013: argento nei 100m dorso e nei 200m dorso, bronzo nella 4x100m misti e nella 4x100m misti mista.

## International Swimming League
| Stagione 2019 | Stagione 2020 | Stagione 2021 |
| ------------- | ------------- | ------------- |
| LA Current    | -             | LA Current    |